# Neodryinus typhlocybae
Neodryinus typhlocybae is een vliesvleugelig insect uit de familie van de tangwespen (Dryinidae). De wetenschappelijke naam van de soort is voor het eerst geldig gepubliceerd in 1893 door Ashmead.